# Hidegkúti SC (futsal)
A Hidegkúti SC egy magyar futsalklub Budapestről.

## Klubtörténelem
A csapat megalakulásukkor a BLSZ I.osztályában kezdett és azóta folyamatos a fejlődés.2018-19-ben osztályozót játszhatott az NBII-ért de a Haladás tartalékcsapata ellen kétszer is elbukott. Legjobb eredményét eddig a 2019-20-as szezonban érte el,ahol a kupában a Final fourba jutásért játszhatott,de az Érd jutott tovább.,.A bajnokságok feltöltése miatt a 2019-20-as szezont az NBII-ben kezdte az együttes. 
A 2020/21-es szezonban azonban az utolsó helyet szerezte meg az együttes, így kiesett a másodosztályból.

### A bajnokságban
| Szezon    | Bajnokság neve     | Helyezés       |
| --------- | ------------------ | -------------- |
| 2017/2018 | BLSZ I.            | 4.             |
| 2018/2019 | BLSZ I.            | 2.             |
| 2019/2020 | Férfi Futsal NBII. | nincs helyezés |
| 2020/2021 | Férfi Futsal NBII. | 12.            |

## Csapat 2019/20

### Játékosok
| #  | Ország | Név                   |
| -- | ------ | --------------------- |
| 1  | HUN    | Fehér György (k)      |
| 9  | HUN    | Rusvai György         |
| 11 | HUN    | Bocsev Balázs Kristóf |
| 16 | HUN    | Hegedűs Dániel        |
| 17 | HUN    | Bedő Domonkos         |
| 21 | HUN    | Hajnal Donát (K)      |
| 2  | HUN    | Kovács Bence Gábor    |
| 17 | HUN    | Török Tamás           |
| 4  | HUN    | Nagy Tamás            |
| 9  | HUN    | Horváth Tamás         |
| 8  | HUN    | Kovács Gergely        |
| 10 | HUN    | Csóka Gábor           |
| 12 | HUN    | Katona Zsolt          |
| 13 | HUN    | Soós András           |
| 14 | HUN    | Zsoldos Áron          |
| 15 | HUN    | Rósa Soma             |